# Llegítima (dret català)
La llegítima, en el dret de successions de Catalunya, és la proporció de l'herència (una quarta part) de la qual el causant no pot disposar lliurement perquè la llei l'assigna als seus familiars de línia directa.

## Sistema legitimari adoptat pel Dret civil català
El dret civil català segueix, en l'actualitat, el sistema conegut com a pars valoris, segons el qual els legitimaris només adquireixen un dret personal sobre l'herència quant al valor que els correspon (una quarta part per a tots els legitimaris, per parts iguals entre ells).

## Evolució històrica
En el procés històric de la llegítima es poden distingir a Catalunya les següents quatre fases:
- Des dels orígens de la nacionalitat catalana fins a la constitució d'Alfons III de Catalunya a les Corts de Montblanc del 1333, regia la llegítima gòtica[2] del Breviari d'Alaric, que, segons els Recognoverunt Proceres (capítol ii), diferenciava quinze parts, de les quals vuit eren llegítima, cinc eren millora i dues eren de lliure disposició.[3]

- Des de la Constitució d'Alfons III del 1333 fins a la Constitució de les Corts de Montsó del 1585 va regir el sistema de les Novellae Iustiniani 18, de llegítima variable segons el nombre de fills, i de les Novellae Iustiniani 115, que manava que la llegítima de descendents i ascendents es fes per via d'institució d'hereu. A més a més, eren legitimaris els germans posposats a persona turpis.[3] Una pragmàtica de Pere III el Cerimoniós atorgada a Barcelona l'any 1343 (volum ii, llibre 6, títol 3, pàgina 2 de les Constitutions y altres drets de Cathalunya) va inaugurar en el dret català la llegítima del quart i el mateix Pere III, en una constitució de les Corts de Montsó del 1363, va derogar el sistema de les Novellae Iustiniani 115, d'una manera que no era necessari deixar la llegítima a títol d'institució d'hereu; només mancava estendre la llegítima del quart a tot el territori català.[3]

- Des de la constitució de Felip I de Catalunya-Aragó (II de Castella) a les Corts de Montsó de l'any 1585 fins a la Compilació del dret civil especial de Catalunya (CDCEC) es va generalitzar a tot Catalunya la llegítima del quart i es va facultar els hereus per a poder-la pagar amb diners o amb béns immobles hereditaris. La constitució esmentada vetllava per la conservació de les cases principals, i tenia la finalitat de conservar aquestes cases o els patrimonis; més tard, però, tenia l'objectiu de permetre conservar la propietat als petits propietaris. La doctrina científica catalana i la jurisprudència (Sentència del Tribunal de Cassació de Catalunya del 22 de març de 1937) van interpretar aquesta constitució de maneres molt diverses. El criteri d'aquesta sentència, que considerava la configuració pars valoris bonorum, va passar a inspirar la normativa de la CDCEC.[3]

- Des de la Compilació del dret civil especial de Catalunya(CDCEC) fins a la Llei 8/1990 l'estructura orgànica de la institució ha variat amb profunditat: és configurada com una veritable pars valoris i s'abandona totalment la tècnica d'una pars valoris bonorum.[3]

## Bases normatives actuals
Les bases normatives de la Llei 8/1990 que perfilen l'expressada naturalesa jurídica actual, i que van passar al CS i posteriorment al dret vigent, són fonamentalment les següents:
a) L'article 451-1 del CCCat, segons el qual la llegítima confereix per imperatiu legal a determinades persones el dret d'obtenir en la successió del causant un valor patrimonial que el mateix causant els pot atribuir a títol d'institució hereditària, llegat, atribució particular o donació, o de qualsevol altra manera.
b) L'article 451-10.1 del CCCat, que estableix que la institució d'hereu, el llegat, l'atribució particular en pacte successori i les donacions imputables a la llegítima no priven els afavorits de llur qualitat de legitimaris. Això significa que els legitimaris que siguin hereus, legataris, donataris o assignataris conserven llur posició jurídica de legitimaris i tots llurs drets i accions.
c) L'article 451-15 del CCCat, que estableix el següent: «1. L'hereu respon personalment del pagament de la llegítima i, si escau, del suplement d'aquesta. 2. El legitimari pot demanar l'anotació preventiva de la demanda de reclamació de la llegítima i, si escau, del suplement en el Registre de la Propietat. 3. Si la llegítima s'atribueix per mitjà d'un llegat de béns immobles o d'una quantitat determinada de diners, el legitimari també pot demanar, si escau, l'anotació preventiva del llegat. El llegat simple de llegítima no té a aquest efecte la consideració de llegat de quantitat i no dona lloc, per ell mateix, a cap assentament en el Registre de la Propietat». En la línia del CS, el CCCat abandona el criteri de l'afecció real i, en conseqüència, de l'afecció registral sobre els béns immobles de l'article 15 de la LH. La pretensió per a exigir la llegítima i el suplement prescriu al cap de deu anys de la mort del causant (art. 451-27.1 CCCat). La característica bàsica de la llegítima catalana, instaurada per la constitució de Felip I de Catalunya-Aragó (II de Castella) del 1585 i recollida en la CDCEC (art. 137), en el CS (art. 362) i en el vigent CCCat (art. 451-11), és que: «l'hereu o les persones facultades per a fer la partició, distribuir l'herència o pagar llegítimes poden optar pel pagament, tant de la llegítima com del suplement, en diners, encara que no n'hi hagi a l'herència, o pel pagament en béns del cabal relicte, sempre que, per disposició del causant, no correspongui als legitimaris de percebre’ls per mitjà d'institució d'hereu, llegat o assignació d'un bé específic, atribució particular o donació».

## Elements personals de la llegítima
Els elements personals de la llegítima, segons els articles 451-3 i 451-4, en relació amb l'article 451-6, són els següents:
a) Són legitimaris tots els fills del causant per parts iguals.
b) Si el causant no té descendents que l'hagin sobreviscut, són legitimaris els progenitors. La quantia de la llegítima és la quarta part de la quantitat base que resulta d'aplicar les regles de l'article 451-5 del CCCat. Per a determinar l'import de les llegítimes individuals, fan nombre el legitimari que sigui hereu, el que hi ha renunciat, el desheretat justament i el declarat indigne de succeir. No fan nombre el premort i l'absent, llevat que siguin representats per llurs descendents (art. 451-6 CCCat).

## Formes d'atribució de la llegítima
Quant a les formes d'atribució de la llegítima, la imputació de llegats, de donacions i d'atribucions particulars està regulada en els articles 451-7 i 451-8 del CCCat. Respecte als interessos de la llegítima, l'article 451-14 del CCCat estableix que el causant pot disposar que no meriti interès o en pot establir l'import; altrament, la llegítima ha de meritar l'interès legal des de la mort del causant, encara que el pagament s'efectuï amb béns hereditaris, llevat dels casos en què el legitimari convisqui amb l'hereu o l'usufructuari universals de l'herència i a càrrec d'aquest. També merita l'interès legal del suplement des que és reclamat judicialment. Si la llegítima es fa efectiva per mitjà d'un llegat de bé específic o una donació per causa de mort, el legitimari afavorit fa seus, en lloc d'interessos, els fruits que el bé produeix a partir de la mort del causant. La mateixa regla s'aplica a l'assignació de béns específics feta en pacte successori si els béns no han estat lliurats als legitimaris abans de la mort del causant. La intangibilitat qualitativa de la llegítima està establerta en l'article 451-9.1 del CCCat, que assenyala que el causant no pot imposar sobre les atribucions fetes en concepte de llegítima o imputables a aquesta condicions, terminis o modes. Tampoc no pot gravar-les amb usdefruits o altres càrregues, ni subjectar-les a fideïcomís. Si ho fa, aquestes limitacions es consideren no formulades. S'admet, però, la cautela sociniana, ja que l'article 451-9.2 del CCCat diu: «Com a excepció al que estableix l'apartat 1, si la disposició sotmesa a alguna de les limitacions a què fa referència l'apartat esmentat té un valor superior al que correspon al legitimari, per raó de llegítima aquest ha d'optar entre acceptar-la en els termes en què li és atribuïda o reclamar només el que per llegítima li correspongui».

## La preterició llegitimària
Quant a la preterició legitimària, l'article 451-16.1 del CCCat estableix que «és preterit el legitimari a qui el causant no ha fet cap atribució en concepte de llegítima o imputable a aquesta i que tampoc no ha estat desheretat. El legitimari preterit pot exigir allò que per llegítima li correspon». Si després del pagament de la llegítima apareixen nous béns del causant, el legitimari té dret al suplement que li correspongui encara que s'hagi donat per totalment pagat de la llegítima o hagi renunciat al suplement (art. 451-10.3 CCCat). Són característiques de l'acció de suplement les següents: el fet de ser una acció purament patrimonial adreçada directament a obtenir un valor hereditari; el fet de ser transmissible als hereus dels legitimaris, encara que no siguin descendents, i el fet de ser una acció de naturalesa personal. Per tant, és certa l'expressió de Menochius (Consiliorum, cos. 77, núm. 24) segons la qual «magna sit differentia inter legitimam et eius supplementum».

## L'extinció de la llegítima
L'article 451-25 del CCCat fa referència a les causes específiques d'extinció de la llegítima: la renúncia, el desheretament just i la declaració d'indignitat per a succeir.
L'article 451-26 declara nul·la qualsevol renúncia de llegítima no deferida (pactum de non succedendo) i tot pacte o contracte de transacció o d'un altre tipus sobre la llegítima (pactum de hereditate tertii). No obstant això, s'admeten tres excepcions, sempre que els pactes s'atorguin en escriptura pública:
a) el pacte entre cònjuges o convivents en parella estable en virtut del qual renuncien a la llegítima que els podria correspondre en la successió dels fills comuns i, especialment, el pacte de supervivència en què el supervivent renuncia a la que li podria correspondre en la successió intestada del fill mort impúber;
b) el pacte entre fills i progenitors pel qual aquests darrers renuncien a la llegítima que els podria correspondre en l'herència del fill premort, i
c) el pacte entre ascendents i descendents estipulat en pacte successori o en donació pel qual el descendent que rep del seu ascendent béns o diners en pagament de llegítima futura renuncia al possible suplement.